# Dmytro Chlobas
Dmytro Wiktorowycz Chlobas, ukr. Дмитро Вікторович Хльобас (ur. 9 maja 1994 w Łochwicy, w obwodzie połtawskim, Ukraina) – ukraiński piłkarz, grający na pozycji napastnika.

## Kariera piłkarska

### Kariera klubowa
Wychowanek Dynama Kijów (od 2005), barwy którego bronił w juniorskich mistrzostwach Ukrainy (DJuFL). Karierę piłkarską rozpoczął 29 lipca 2011 w młodzieżowej drużynie Dynama. 17 listopada 2012 debiutował w podstawowym składzie Dynama Kijów, ale potem występował tylko w drużynie rezerw i Dynamo-2 Kijów. W lutym 2015 został wypożyczony do Howerły Użhorod. 2 lutego 2016 ponownie został wypożyczony, tym razem do Worskły Połtawa. 20 lipca 2017 przeszedł do Dynamy Mińsk, w którym grał do 4 grudnia 2017. 11 lipca 2018 podpisał kontrakt z Desną Czernihów.

### Kariera reprezentacyjna
Od 2009 bronił barw juniorskiej reprezentacji Ukrainy. W 2014 debiutował w młodzieżowej reprezentacji Ukrainy.